# Слобода (Калининский район)
Слобода́ — деревня в Калининском районе Тверской области. Относится к Медновскому сельскому поселению.

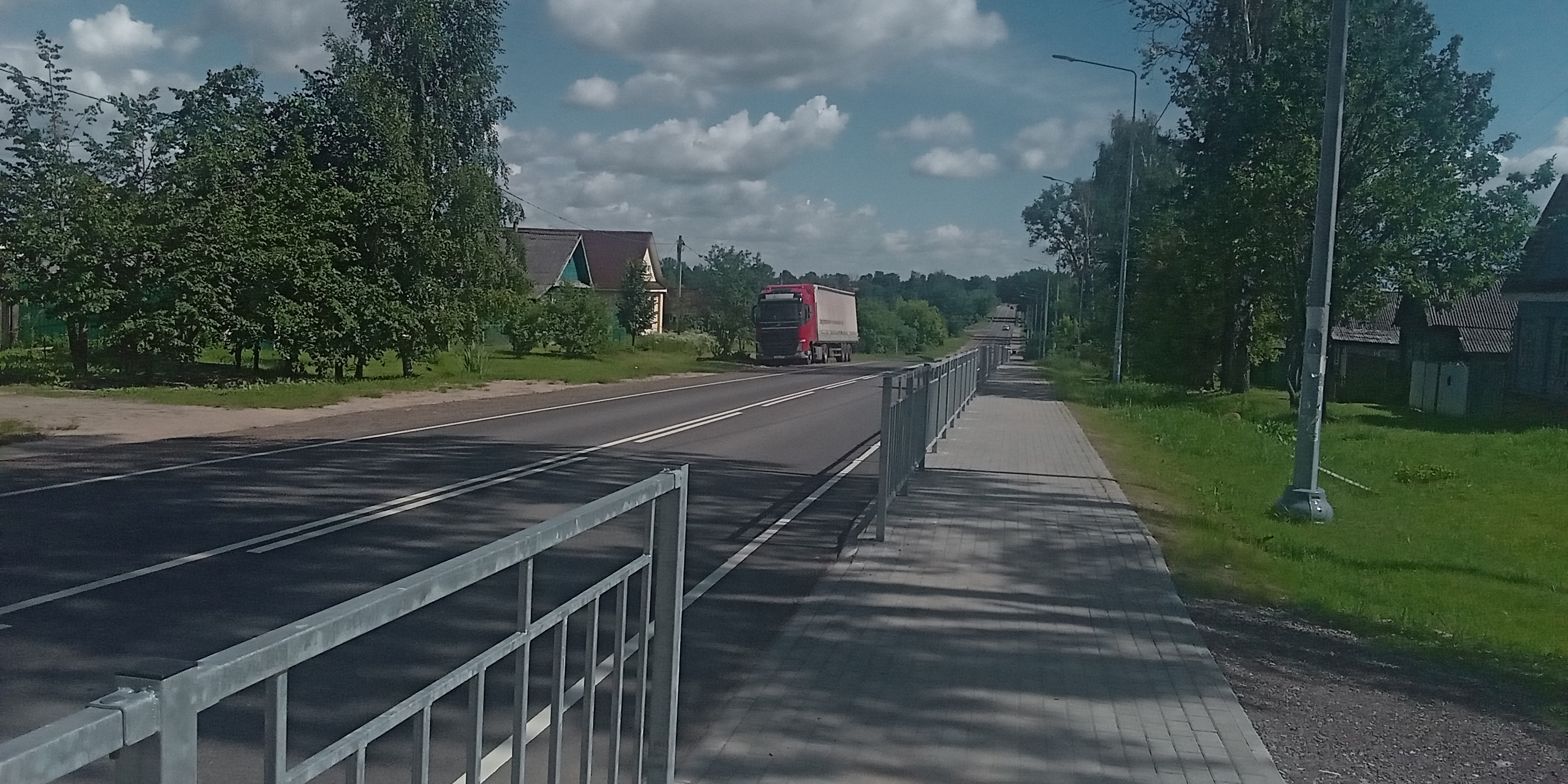
Дорога в деревне Слобода. Направление в сторону Медного

Расположена на левом берегу реки Тверцы, напротив села Медное. Тверь — в 30 км.
От автомагистрали «Москва — Санкт-Петербург» (3-4 км) к деревне можно подъехать тремя путями, в том числе по начинающейся здесь автодороге «Медное— Кулицкая— Киево».
Население по переписи 2002 года — 229 человек, 96 мужчин, 133 женщины.

## История
В середине XIX деревня числилась как Козьмодемьяновская слобода села Медного (Яма Мѣднаго), через неё проходило С.-Петербурго-Московское шоссе, на Тверце — деревянный мост на сваях. Он снимался весною, при ходе льда, и тогда сообщение прерывалось на сутки или больше, после чего переправа недель пять производилась посредством самолета, поднимающего несколько экипажей. В это время при большой воде вверх по Тверце проходили караваны барок по Вышневолоцкой водной системе с Волги в Санкт-Петербург.
В статистическом сборнике Новоторжского уезда Тверской губернии за 1884 год в Козьмодемьяновской Слободе 76 дворов, 482 жителя. Здесь мелочная и 2 чайные лавки, жители кроме земледелия занимаются промыслами, работают в отходе фабричными рабочими, извозчиками, прислугой.
В 1996 году в деревне Слобода было 93 хозяйства, 207 жителей. В 2010 году здесь более 120 домов, новые дома (коттеджи) строятся по берегу Тверцы.